# Квалификације за Светско првенство у фудбалу 2014 — ОФК
Квалификације у Фудбалској конфедерација Океаније (ОФК) обухватају 11 репрезентација. Треба напоменути да се Фудбалска репрезентација Аустралије такмичи у Азијској фудбалској конфедерацији (АФК). Специфичност ових квалификација је та што победник није сигуран да ће се пласирати на Светско првенство у фудбалу 2014. јер мора одиграти утакмицу са четвропласираном репрезентацијом из КОНКАКАФ квалификација. Ако ту утакмицу изгуби онда Океанија неће имати свог представника на Светском првенству.
У првом кругу се такмиче четири најслабије репрезентације на основу ФИФА светског ранга. Други круг чине седам репрезентација које су се директно пласирале у други круг и победник првог круга. Они су се такмичили на ОФК купу нација 2012. које се одржавало на Соломоновим Острвима од 1. до 10. јуна. Полуфиналисти су се пласирали у трећи круг. У трећем кругу 4 репрезентација је играло свака са сваком по двоструком систему од 26. септембра 2012. до 26. марта 2013. године. Победник се пласирао у интерконтинентални плеј-оф.

## Први круг
На основу ФИФА светског ранга, у првом кругу су се такмичили Америчка Самоа, Кукова Острва, Самоа и Тонга, на турниру који је одржан на Самои од 22. до 26. новембра 2011. године. Победник се пласирао у други круг. 
| Група А        | Америчка Самоа | Кукова Острва | Самоа | Тонга |
| -------------- | -------------- | ------------- | ----- | ----- |
| Америчка Самоа | ХХХ            | 1:1           | 0:1   | 2:1   |
| Кукова Острва  | ХХХ            | ХХХ           | 2:3   | 1:2   |
| Самоа          | ХХХ            | ХХХ           | ХХХ   | 1:1   |
| Тонга          | ХХХ            | ХХХ           | ХХХ   | ХХХ   |

| Табела         | И | Д | Н | И | ДГ | ПГ | ГР | Бод |
| -------------- | - | - | - | - | -- | -- | -- | --- |
| Самоа          | 3 | 2 | 1 | 0 | 5  | 3  | +2 | 7   |
| Тонга          | 3 | 1 | 1 | 1 | 4  | 4  | 0  | 4   |
| Америчка Самоа | 3 | 1 | 1 | 1 | 3  | 3  | 0  | 4   |
| Кукова Острва  | 3 | 0 | 1 | 2 | 4  | 6  | -2 | 1   |

## Други круг
Седам репрезентација које су се директно пласирале у други круг и победник првог круга такмичили су се на ОФК купу нација 2012. које се одржавало на Соломоновим Острвима од 1. до 10. јуна. Полуфиналисти су се пласирали у трећи круг.

### Групна фаза

#### Група А
| Тим             | ИГ | П | Н | И | ДГ | ПГ | ГР  | Бод. |
| --------------- | -- | - | - | - | -- | -- | --- | ---- |
| Тахити          | 3  | 3 | 0 | 0 | 18 | 5  | +13 | 9    |
| Нова Каледонија | 3  | 2 | 0 | 1 | 17 | 6  | +11 | 6    |
| Вануату         | 3  | 1 | 0 | 2 | 8  | 9  | -1  | 3    |
| Самоа           | 3  | 0 | 0 | 3 | 1  | 24 | -23 | 0    |

| Група А         | Француска | Самоа | Француска Полинезија | Вануату |
| --------------- | --------- | ----- | -------------------- | ------- |
| Нова Каледонија | ХХХ       | 9:0   | 3:4                  | 5:2     |
| Самоа           | ХХХ       | ХХХ   | 1:10                 | 0:5     |
| Тахити          | ХХХ       | ХХХ   | ХХХ                  | 4:1     |
| Вануату         | ХХХ       | ХХХ   | ХХХ                  | ХХХ     |

#### Група Б
| Тим                | ИГ | П | Н | И | ДГ | ПГ | ГР | Бод. |
| ------------------ | -- | - | - | - | -- | -- | -- | ---- |
| Нови Зеланд        | 3  | 2 | 1 | 0 | 4  | 2  | +2 | 7    |
| Соломонова Острва  | 3  | 1 | 2 | 0 | 2  | 1  | +1 | 5    |
| Фиџи               | 3  | 0 | 2 | 1 | 1  | 2  | -1 | 2    |
| Папуа Нова Гвинеја | 3  | 0 | 1 | 2 | 2  | 4  | -2 | 1    |

| Група Б            | Фиџи | Нови Зеланд | Папуа Нова Гвинеја | Соломонова Острва |
| ------------------ | ---- | ----------- | ------------------ | ----------------- |
| Фиџи               | ХХХ  | 0:1         | 1:1                | 0:0               |
| Нови Зеланд        | ХХХ  | ХХХ         | 2:1                | 1:1               |
| Папуа Нова Гвинеја | ХХХ  | ХХХ         | ХХХ                | 0:1               |
| Соломонова Острва  | ХХХ  | ХХХ         | ХХХ                | ХХХ               |

### Елиминациона фаза
|  | Полуфинале        | Полуфинале      |          |   | Финале | Финале |
|  |                   |                 |          |   |        |        |
|  |                   |                 |          |   |        |        |
|  |                   |                 |          |   |        |        |
|  | Тахити            | 1               |          |   |        |        |
|  | Тахити            | 1               |          |   |        |        |
|  | Соломонова Острва | 0               |          |   |        |        |
|  | Соломонова Острва | 0               | Тахити   | 1 |        |        |
|  |                   |                 | Тахити   | 1 |        |        |
|  |                   | Нова Каледонија | 0        |   |        |        |
|  | Нови Зеланд       | Нова Каледонија | 0        | 0 |        |        |
|  | Нови Зеланд       |                 |          | 0 |        |        |
|  | Нова Каледонија   | 2               |          |   |        |        |
|  | Нова Каледонија   | 2               | 3. место |   |        |        |
|  |                   |                 |          |   |        |        |
|  |                   |                 |          |   |        |        |
|  |                   |                 |          |   |        |        |
|  | Соломонова Острва | 3               |          |   |        |        |
|  | Соломонова Острва | 3               |          |   |        |        |
|  | Нови Зеланд       | 4               |          |   |        |        |

## Трећи круг
У трећем кругу 4 репрезентације ће играти свака са сваком по двоструком систему од 26. септембра 2012. до 26. марта 2013. године. Победник ће се пласирати у интерконтинентални плеј-оф. 
| Тим               | ИГ | П | Н | И | ДГ | ПГ | ГР  | Бод. |
| ----------------- | -- | - | - | - | -- | -- | --- | ---- |
| Нови Зеланд       | 6  | 6 | 0 | 0 | 17 | 2  | +15 | 18   |
| Нова Каледонија   | 6  | 4 | 0 | 2 | 17 | 6  | +11 | 12   |
| Соломонова Острва | 6  | 1 | 0 | 5 | 2  | 12 | -10 | 3    |
| Тахити            | 6  | 1 | 0 | 5 | 5  | 21 | -16 | 3    |

| Група А         | Француска | Нови Зеланд | Соломонова Острва | Француска Полинезија |
| --------------- | --------- | ----------- | ----------------- | -------------------- |
| Нова Каледонија | ХХХ       | 0:2         | 5:0               | 1:0                  |
| Самоа           | 2:1       | ХХХ         | 6:1               | 3:0                  |
| Тахити          | 2:6       | 0:2         | ХХХ               | 2:0                  |
| Вануату         | 0:4       | 0:2         | 2:0               | ХХХ                  |

## Бараж против репрезентације КОНКАКАФ-а
Првопласирана репрезентација ОФК-а је одиграла меч са четворопласираном репрезентацијом КОНКАКАФ-а. Утакмице су се одиграле 13 и 20. новембра 2014.. Мексико је кроз две остварене победе обезбедио учешће на Светском првенству 2014.
| Репрезентација | укупан рез. | Репрезентација | 1. утак. | 2. утак. |
| -------------- | ----------- | -------------- | -------- | -------- |
| Мексико        | 9—3         | Нови Зеланд    | 5—1      | 4—2      |